# Llandysul
Llandysul is een plaats in het Welshe graafschap Ceredigion.
Llandysul telt 977 inwoners.

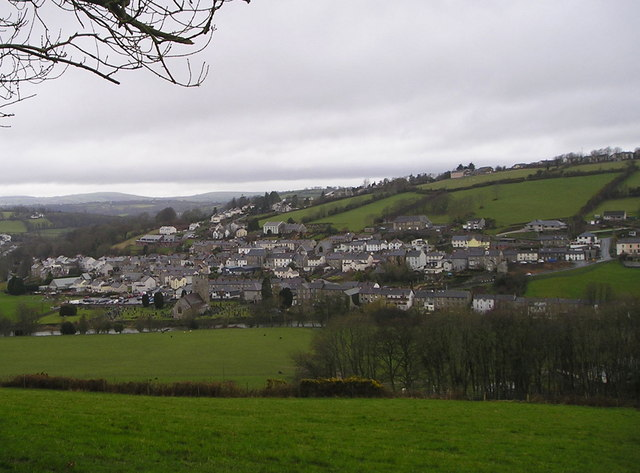
Llandysul
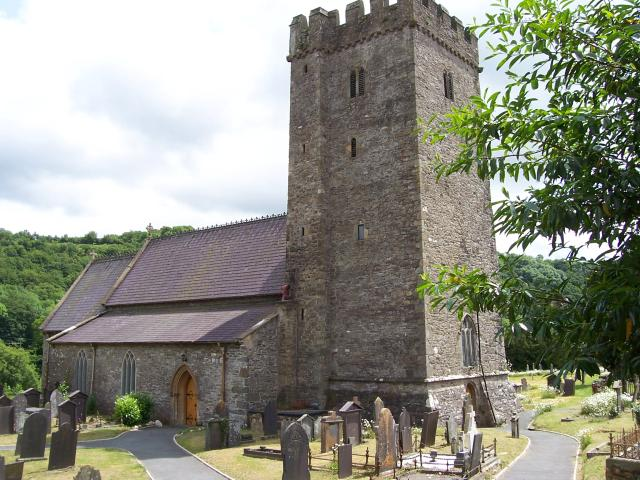
Kerk van St Tysul in Llandysul
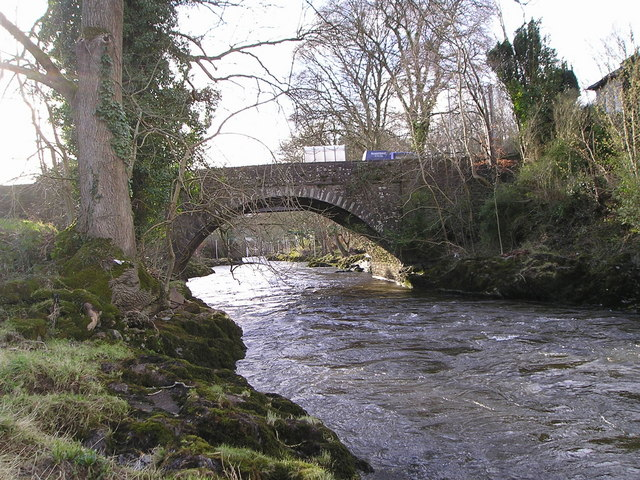
Brug in Llandysul
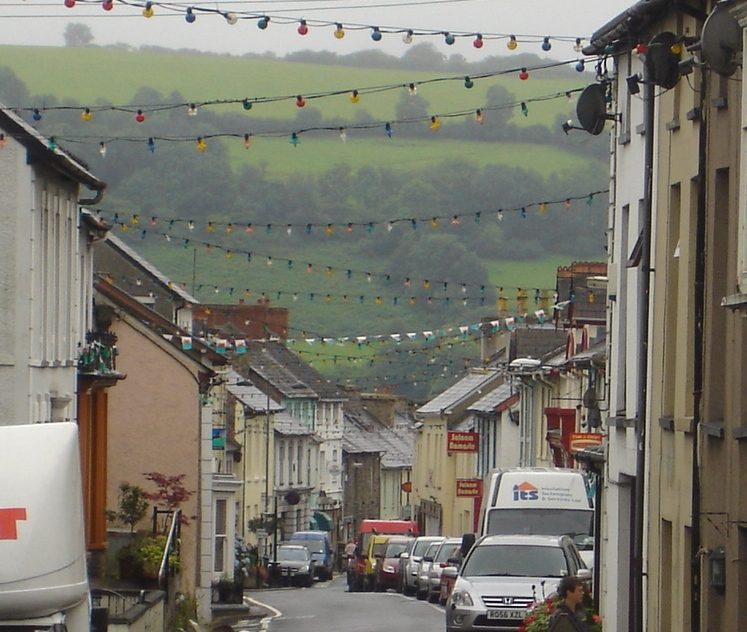
Straat in Llandysul